# Chikkayagati, Hosadurga
Chikkayagati là một làng thuộc tehsil Hosadurga, huyện Chitradurga, bang Karnataka, Ấn Độ.